# Bolbitis lanceolata
Bolbitis lanceolata là một loài dương xỉ trong họ Dryopteridaceae. Loài này được S.K. Wu & J.Y. Xiang mô tả khoa học đầu tiên năm 2011.
Danh pháp khoa học của loài này chưa được làm sáng tỏ. 